# Laura Henderson
Pour les articles homonymes, voir Henderson.
Laura Henderson (6 décembre 1863 - 29 novembre 1944) née Laura Forster, a pris de l'importance dans les années 1930 lorsqu'en tant que veuve riche et excentrique, elle a fondé le Windmill Theatre de Great Windmill Street à Londres, en partenariat avec Vivian van Damm. Avec Henderson comme propriétaire et van Damm comme directeur, ils ont transformé le théâtre en une institution britannique, célèbre pour ses tableaux vivants pionniers de nudité féminine immobile, et pour n'avoir "jamais fermé" pendant le Blitz.

## Biographie
Laura Henderson était l'épouse mondaine d'un marchand de jute, Robert Henderson. Le couple perd son fils unique, Alec Henderson en 1915, en France, pendant la Première Guerre mondiale. Son mari est mort en 1919, la laissant riche veuve.
En 1931, elle achète le bâtiment du cinéma Palais de Luxe et engage l'architecte Howard Jones pour relooker l'intérieur afin de créer un minuscule théâtre à un étage, rebaptisé le Windmill. Le Windmill Theatre a ouvert ses portes le 22 juin 1931 en tant que théâtre, mais il n'a pas été rentable et a rapidement recommencé à montrer des films. Henderson a ensuite embauché Vivian Van Damm, et ils ont produit Revudeville, un programme de variété continue avec 18 actes de divertissement. Ce fut également un échec commercial, ils ont donc inclus de la nudité pour imiter les Folies Bergère et le Moulin Rouge à Paris. L'élément clé était l'exploitation par Van Damm d'une lacune juridique (ou zone de tolérance) selon laquelle les statues nues ne pouvaient pas être interdites pour des raisons morales, et cela a conduit aux légendaires "Windmill Girls" qui apparaissaient complètement nues mais restaient complètement immobiles, de manière à imiter la statuaire nue. Le théâtre est resté ouvert pendant la Seconde Guerre mondiale malgré les demandes du gouvernement pour qu'elle le ferme.

## Mort
À sa mort en 1944, Laura Henderson lègue le Moulin à My Dear Bop, Vivian Van Damm. Dans son autobiographie de 1952, Van Damm la décrit comme une grande pression sur les nerfs, la patience et le tact.

## Représentation dans les médias
Laura Henderson a été interprétée par Judi Dench dans le film de 2005 Mrs Henderson Presents, pour lequel Dench a été nommé pour l'Oscar de la meilleure actrice. Le film a ensuite été adapté en comédie musicale.